# Tempio di Castore al circo

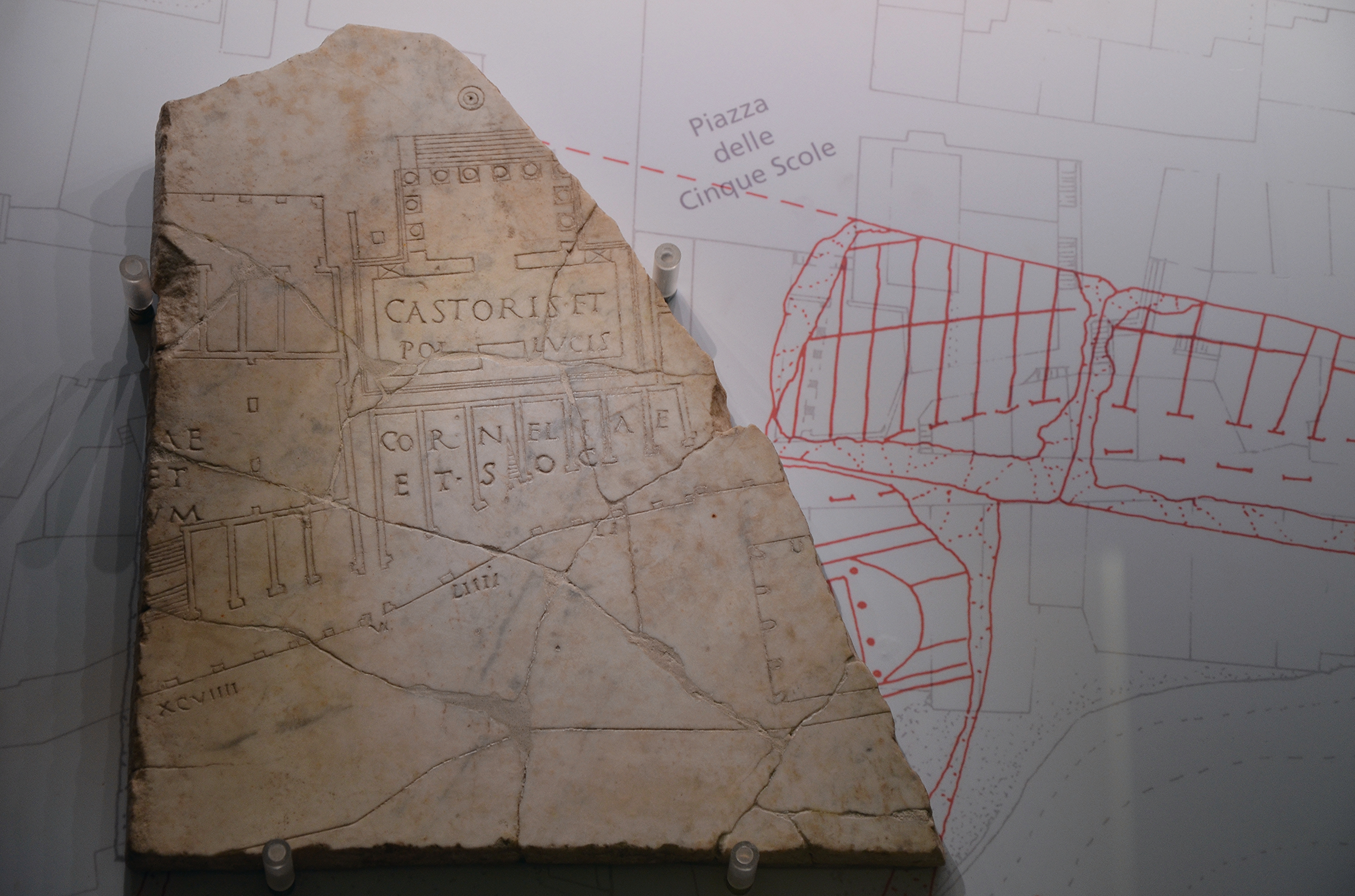
Il tempio di Castore e Polluce raffigurato nella pianta marmorea di via Anicia

Il tempio di Castore al circo (in latino Aedes Castoris in Circo Flaminio) era un tempio dell'antica Roma, dedicato a Castore e Polluce, situato in prossimità del Circo Flaminio, nella IX regione augustea.
Il tempio è citato da Vitruvio come esempio di tipologia insolita, come erano anche il tempio di Atena Poliade sull'Acropoli di Atene e il tempio di Atena Suniade a Capo Sunio.

## Descrizione
Il tempio era della tipologia con pronao e cella rettangolare trasversale (altri esempi a Roma di questa tipologia sono il tempio della Concordia nel Foro Romano e il tempio di Veiove sul Campidoglio. Il pronao aveva 6 colonne sul prospetto frontale e 3 su quello laterale. La cella era dotata di finestre.

## Storia
Il giorno di dedicazione del tempio era il 13 agosto.
Gli scavi archeologici del 2006 in piazza delle Cinque Scole avrebbero identificato, secondo gli scavatori, una parte del tempio con tre fasi costruttive: la prima risalente al II secolo a.C., la seconda all'età domiziano-traianea e la terza tardoantica (IV secolo d.C.). Il tempio sarebbe poi stato abbandonato e demolito in età medievale. Un'interpretazione alternativa non identifica il tempio con le strutture portate alla luce nel 2006: il tempio si troverebbe più a est. (https://www.academia.edu/4598918/The_marble_plan_of_the_Via_Anicia_and_the_Temple_of_Castor_and_Pollux_in_Circo_Flaminio_the_state_of_the_question)

## Ubicazione
Fondazioni attribuite al tempio sono state rinvenute e identificate nel 2006 in Piazza delle Cinque Scole, nell'area dell'ex Ghetto di Roma.
Il tempio è raffigurato nella pianta marmorea di via Anicia.
| Planimetria del Campo Marzio meridionale |
| --- |
| Tevere Navalia Circus Flaminius Teatro di Marcello T. di Diana T. della Pietà T. di Giano T. di Giunone T. di Spes Tempio di Bellona Tempio di Apollo Sosiano Tempio di Giove Statore Tempio di Giunone Regina Portico d'Ottavia Portico di Filippo T. d'Ercole Portico d'Ottavio Teatro di Balbo Crypta Balbi Portico di Minucio T. delle Ninfe Diribitorium T. di Giuturna T. della Fortuna T. di Feronia T. dei Lari Permarini Curia di Pompeo Portico di Pompeo Teatro di Pompeo Tempio di Venere Vincitrice Templi di Marte e Nettuno Santuario di Ercole Magnus Custos Tempio di Castore e Polluce Ponte Fabricio Isola Tiberina Porticus Maximae T. di Vulcano Porticus Divorum Villa Publica Hecatostylum T. della Fortuna equestre Anfiteatro di Statilio Tauro (?) |